# Sunnyboys
Sunnyboys sont un groupe de power pop australien formé à Sydney en 1979. Ils sont influencés par des groupes comme les Kinks, les Beatles et les Flamin' Groovies. Dès leurs premiers concerts, ils bénéficient d'un public amateur de rock frustré par la séparation de Radio birdman. Leur sens de la mélodie leur vaut un certain succès en Australie où leurs deux premiers albums entrent le Top 30. Le premier d'entre eux se caractérise par un gros son de guitare et un tempo enlevé alors que sur le second album figurent des chansons plus lentes et des mélodies plus sophistiquées.

## Composition
Groupe entre 1980-1984
- Bil Bilson — batterie
- Richard Burgman — guitare
- Jeremy Oxley — guitare, vocals
- Peter Oxley — basse

## Discographie

### Albums studios
- 1981 Sunnyboys (Mushroom)
- 1982 Individuals (Mushroom)
- 1984 Days Are Gone (Double album comprenant Sunnyboys et Individuals) (Closer Records)
- 1984 Get Some Fun (Mushroom)
- 1984 Real Live Sunnyboys (Mushroom)
- 1989 Wildcat (RCA Records)
- 1991 Plays The Best (Mushroom)
- 1993 Shakin: Live August 1991
- 2004 This Is Real: Singles/Live/Rare (Feel Presents/Shock Records)
- 2013 Our Best Of (Warner Australia)